# Jeff Arnold
Jeff Arnold is een Britse stripreeks, van Charles Chilton (scenario) en Frank Humphris (tekeningen). De stripreeks begon in 1950 in het eerste nummer van weekblad Eagle. De reeks liep tot 1962. In Frankrijk verscheen deze strip in de bladen Pilote (1961-1962) en Rintintin (1965-1966).

## Inhoud
Jeff Arnold is een klassieke held die wordt vergezeld door Luke, een sympathieke, oudere man met baard. Samen beleven ze avonturen in het Wilde Westen van de tweede helft van de negentiende eeuw en ontmoeten personages als Geronimo, generaal Custer, Zapata en Billy the Kid.